# Marco Tonazzi
Marco Tonazzi (ur. 28 stycznia 1961 r.) – włoski narciarz alpejski. Nie startował na igrzyskach olimpijskich ani mistrzostwach świata. Najlepsze wyniki w Pucharze Świata osiągnął w sezonie 1985/1986, kiedy to zajął 25. miejsce w klasyfikacji generalnej, a w klasyfikacji giganta był dziewiąty.

## Sukcesy

### Puchar Świata

#### Miejsca w klasyfikacji generalnej
- 1980/1981 – 91.
- 1981/1982 – 69.
- 1982/1983 – 77.
- 1984/1985 – 98.
- 1985/1986 – 25.
- 1986/1987 – 82.
- 1987/1988 – 93.
- 1988/1989 – 62.

#### Miejsca na podium
1. Adelboden – 28 stycznia 1986 (gigant) – 2. miejsce